# Dunyov István
Dunyov István (Vinga, 1816. július 28. – Pistoia, Olaszország, 1889. augusztus 29.) honvédtiszt, az olasz hadsereg ezredese.

## Életrajza

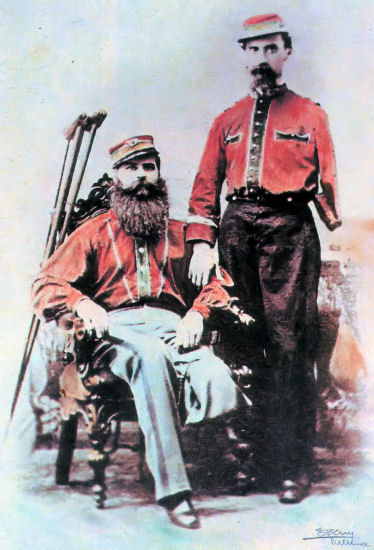
Dunyov István (ülve) és Achille Majocchi ezredesek

Római katolikus bánáti bolgár családban született. Jogi tanulmányok után 1843-ban ügyvédi vizsgát tett, majd Aradon törvényszéki ügyvédként tevékenykedett. 1848 júliusától Arad város önkéntes mozgó nemzetőrségével részt vett a Délvidéken a szerb felkelők ellen vívott harcokban. 1848 októberétől – századosi rangban – a bánsági román felkelők ellen küldött dandárban Gál László segédtisztje lett. 1849 márciusáig Arad és Zaránd vármegyében a román felkelők megbüntetésére felállított rögtönítélő bíróság hadbírója volt. Márciustól átvezényelték a 14. (Lehel) huszárezredhez és az április 3-ai szenttamási ütközetben megsebesült. Felgyógyulása után ismét Gál László segédtisztjeként szolgált a tartalék hadtestben. Az 1849. július 20-ai turai ütközetben súlyosan megsebesült. A szabadságharc ütközeteiben ezután már nem vett részt.
A világosi fegyverletétel után elfogták és 1852. augusztus 14-én az osztrák haditörvényszék Pesten tíz évi várfogságra ítélte. 1859-ben amnesztiával szabadult a josefstadti börtönből. Ezután rövid ideig a magyar kertészeti társulat alkalmazottjaként dolgozott, majd Bukaresten keresztül Itáliába ment. Belépett az itáliai magyar légióba és Garibaldi hadseregében részt vett a Dél-Itália felszabadításáért vívott harcokban. Rövid idő alatt a magyar garibaldisták egyik legkiemelkedőbb képviselőjévé vált, Garibaldi a Bixio-hadosztály egyik ezredének parancsnokává nevezte ki. Az 1860. október 1-jén vívott vulturnói csatában a nápolyi hadsereg főcsapása az ő egysége ellen irányult és a kialakult véres harcban ő is súlyosan megsebesült. Életét csak egyik lábának amputálásával lehetett megmenteni. Dunyov István hősiességét később Garibaldi azzal ismerte el, hogy ezredessé léptette elő és volt ezredét róla nevezte el.
Olasz állami nyugdíjasként Astiban, majd haláláig Pistoiaban élt. A kiegyezés után szülőhelyén országgyűlési képviselőnek jelölték, de ő ezt nem fogadta el. Jó barátságban volt Kossuth Lajossal, akit gyakran felkeresett Torinóban. Harctéri érdemeiért több magas állami kitüntetést kapott, többek között a Savoyai Katonai Érdemrendet és a Szent Móric és Lázár Rend lovagkeresztjét.
1859-től számos cikket írt különböző, főképp nemzetgazdasági tárgyakról, magyar és olasz lapokba.

## Önálló műve
- A föld és fokozatos meghódítása. A földrajz és kereskedelem története 24 előadásban. Boccardo Jeromos után ford., Pest, Atheneum 1872.